# Hostín (Úvaly)
Hostín (Hostýn, Hostyně) je bývalý poplužní dvůr s tvrzí a místní část města Úvaly v okrese Praha-východ, který se nachází v jižní části Úval při cestě do Škvorce.

## Historie
Dvůr náležel roku 1441 Petrovi ze Škvorce. Po něm jej od roku 1448 držel Jan ze Stežova, předek Hostynských ze Stežova. Ten se patrně při prodeji dalšího majetku dostal do dluhu a právo na Hostyni vedl Bohuslav z Chlumu, který toto právo prodal roku 1461 Janovi Vepřkovi z Přívory. Když se Jan z dluhu dostal, držel Hostyni do své smrti. Jeho synové byli Mikuláš (zemř. 1473, držitel Hodova), Vácslav pán na Letkách, Oldřich, Heřman a Jindřich; tři poslední pak drželi Hostyni ještě v roce 1473 společně, později Jindřich sám. Jindřich vystavěl most v Úvalech, ke kterému získal roku 1489 právo vybírat clo. V roce 1509 mu bylo toto právo potvrzeno a ponecháno do konce jeho života i do konce života všech jeho synů. Ze čtyř synů jej přežili Diviš, Jan a Prokop; Prokop se psal ještě v roce 1525 seděním na Hostyni.

V letech 1514 a 1516 držel Hostyni Zikmund Holec z Květnice, po něm následoval rod ze Vchynic. V roce 1560 koupil tvrz Hostyni a příslušný majetek Albrecht ze Smiřic a od té doby patřila k panství Škvoreckému.

### Arnošt z Pardubic
Má se za to, že se zde narodil Arnošt, první arcibiskup pražský. Toto tvrdí jeho nejstarší životopisci Vilém z Lestkova a Beneš Krabice z Veitmile. Otec arcibiskupa, také Arnošt (zemř. 1341), se psal z Hostyně. Deset let před svou smrtí bydlel v Pardubicích a při své smrti zůstavil pouze Pardubice a Starou. Z Hostyně se psal také jeho příbuzný Kuník, který byl v roce 1346 purkrabím na Kyšperce. Jeho narození zde je ale sporné.